# 孔貞運
孔貞運（1574年—1644年），字開仲，號玉横，直隸應天府句容縣籍池州府建德縣人，祖籍山東曲阜，明朝政治人物，孔子第六十三代孫。

## 生平
萬曆四十年（1612年）鄉試中舉。萬曆四十七年（1619年）成己未科莊際昌榜進士一甲第二名（榜眼），授翰林院編修。天啟五年（1625年）充任會試考試官。天啟七年（1627年）升左春坊左諭德。崇禎元年（1628年）任國子監祭酒，升為詹事。崇禎九年（1636年）官至首輔。諡文忠。

## 家族
曾祖孔承林。祖父孔弘玠，寿官。主簿孔聞敕第二子，萬曆四十一年癸丑科進士孔貞時弟。